# Albertcentrum
Het Albertcenter (Frans:Centre Albert) is een kantoorgebouw in de stad Charleroi.
De toren heeft 25 verdiepingen, een hoogte van 82 meter en is daarmee het hoogste gebouw van de stad en van de hele provincie Henegouwen. De bouw eindigde in het jaar 1966. Voor veel inwoners van Charleroi is dit het lelijkste gebouw van de stad. Sinds de recente restauratie in 2015 is de kritiek op het gebouw echter sterk afgenomen.